# Teriyaki Boyz (muzička grupa)
Teriyaki Boyz su J-Hip-hop grupa iz Tokija, Japan. Četiri MC-ja u grupi su Ilmari i Ryo-Z iz grupe Rip Slyme, VERBAL iz grupe m-flo i WISE. Nigo je DJ i osnivač popularnog japanskog uličnog brenda A Bathing Ape.
Njihov prvi album izdat za Def Jam Recordings i (B)APE Sounds pod nazivom Beef or Chicken?. Među producentima su bili Adrock (Beastie Boys), Cornelius, Cut Chemist, Daft Punk, Dan the Automator, DJ Premier, DJ Shadow, Just Blaze, Mark Ronson i The Neptunes.
Njihov prvi singl HeartBreaker, koji je producirao Daft Punk sadrži elemente njihove pesme Human After All.
Njihove dve pesme nalaze na saundtreku filma Paklene ulice: Trka kroz Tokio (The Fast and the Furious: Tokyo Drift) — naslovna numera Tokyo Drift (Fast and the Furious) i Cho L A R G E, na kojoj gostuje  Farel (Pharrell) i koja je prethodno objavljena na albumu Beef or Chicken?.
Na dan 24. januara 2007. godine Teriyaki Boyz izdaju singl I Still Love H.E.R. koji je producirao i na kome gostuje Kanjej Vest (Kanye West). Vest se takođe pojavljuje i u promotivnom videu.

## Diskografija

### Albumi
- (16. novembar 2006)

### Singlovi
- (13. novembar 2006)
- (gostuje Kanjej Vest) (24. januar 2007)
- (gostuju  Farel i Busta Rhymes)  (19. januar 2008)

### Ostale pesme
- Saundtrek filma Paklene ulice: Trka kroz Tokio, (20. jun 2006)
  - 01.  (produciraliThe Neptunes)
  - 07.  (gostuje Farel) (producirali The Neptunes)

### DVD izdanja
- (29. mart 2006)
- (19. mart 2008)

## Spoljašnje veze
- Zvanični sajt Архивирано на веб-сајту  (16. јун 2006)
- Zvanični sajt grupe
- Zvanični sajt grupe
- -ov zvanični sajt
- Zvanični sajt etikete
- [мртва веза]